# Marcelo Elizaga
Pour les articles homonymes, voir Elizaga.
Marcelo Ramón Elizaga Ferrero, ou simplement Marcelo Elizaga, né le 19 avril 1972 à Morón en Argentine, est un footballeur international équatorien d'origine argentine au poste de gardien de but.
Il compte 23 sélections en équipe nationale entre 2007 et 2011.

## Biographie

### Carrière de joueur
Marcelo Elizaga a commencé à jouer à 20 ans et rejoint le Nueva Chicago. En 1996, l'entraineur Hugo Zerr le fais débuté en National B, où il reste jusqu'en 1998. Ensuite, il est transféré au CA Lanús en Primera Division. En 2000, il rejoint le Quilmes AC en National B, où il a réussi d'être promu en première division en 2003.
En 2005, il est embauché par l'Emelec en Équateur. Avec Emelec, il est élu meilleur gardien du tournoi de 2005 à 2010. Il a également reçu le prix du joueur de l'année en 2007 et 2009.
En 2007, il est nationalisé en tant que citoyen équatorien, puis il a joué pour l'équipe nationale de l'Équateur. Avec Emelec, il a joué un total de 223 matchs dont 205 en championnats, 11 en Copa Libertadores et 7 en Copa Sudamericana.
En 2011, il rejoint le Deportivo Quito et devient champion de l'Équateur pour la première fois de sa carrière. Il prend sa retraite du football le 3 juin 2012.

### Équipe nationale
Marcelo Elizaga est convoqué pour la première fois par le sélectionneur national Luis Fernando Suárez pour un match amical face à l'Irlande le 23 mai 2007 (1-1).
Ses débuts dans un tournoi international officiel est durant la Copa América 2007 contre le Brésil, où il fait une performance exceptionnelle. Le match de l'Équateur contre l'Argentine, du 10 juin 2009, où il est considéré comme l'homme du match, il a arrêté le penalty de Carlos Tévez et fait plusieurs arrêts.
Il fait partie de l'équipe équatorienne à la Copa América 2007 au Venezuela, où il est titulaire les trois rencontres. À la Copa América 2011 en Argentine, où il est titulaire les trois rencontres.
Il compte 23 sélections avec l'équipe d'Équateur entre 2007 et 2011.

## Palmarès

### En club
- Avec le Deportivo Quito :
  - Champion d'Équateur en 2011

### Distinctions personnelles
- Meilleur gardien de Serie A en 2005, 2006, 2007, 2008, 2009 et 2010
- Meilleur joueur de Serie A en 2007 et 2009

## Statistiques

### Statistiques en club
Le tableau ci-dessous résume les statistiques en match officiel de Marcelo Elizaga durant sa carrière de joueur professionnel.
| Saison                | Club                  | Championnat           | Championnat | Championnat | Coupe(s) nationale(s) | Coupe(s) nationale(s) | Compétition(s) continentale(s) | Compétition(s) continentale(s) | Compétition(s) continentale(s) | Équateur | Équateur | Total | Total |
| Saison                | Club                  | Division              | M.          | B.          | M.                    | B.                    | Comp.                          | M.                             | B.                             | M.       | B.       | M.    | B.    |
| 2005                  | Emelec                | Serie A               | 36          | 0           | -                     | -                     | -                              | -                              | -                              | -        | -        | 36    | 0     |
| 2006                  | Emelec                | Serie A               | 42          | 0           | -                     | -                     | -                              | -                              | -                              | -        | -        | 42    | 0     |
| 2007                  | Emelec                | Serie A               | 32          | 0           | -                     | -                     | CL                             | 4                              | 0                              | 5        | 0        | 41    | 0     |
| 2008                  | Emelec                | Serie A               | 24          | 0           | -                     | -                     | -                              | -                              | -                              | 4        | 0        | 28    | 0     |
| 2009                  | Emelec                | Serie A               | 33          | 0           | -                     | -                     | CS                             | 4                              | 0                              | 6        | 0        | 43    | 0     |
| 2010                  | Emelec                | Serie A               | 38          | 0           | -                     | -                     | CL+CS                          | 7+3                            | 0                              | 2        | 0        | 50    | 0     |
| 2011                  | Deportivo Quito       | Serie A               | 33          | 0           | -                     | -                     | CL                             | 2                              | 0                              | 6        | 0        | 41    | 0     |
| 2012                  | Deportivo Quito       | Serie A               | 7           | 0           | -                     | -                     | CL                             | 8                              | 0                              | -        | -        | 15    | 0     |
| Total sur la carrière | Total sur la carrière | Total sur la carrière | 245         | 0           | -                     | -                     | -                              | 28                             | 0                              | 23       | 0        | 296   | 0     |